# Cuaderno ATA

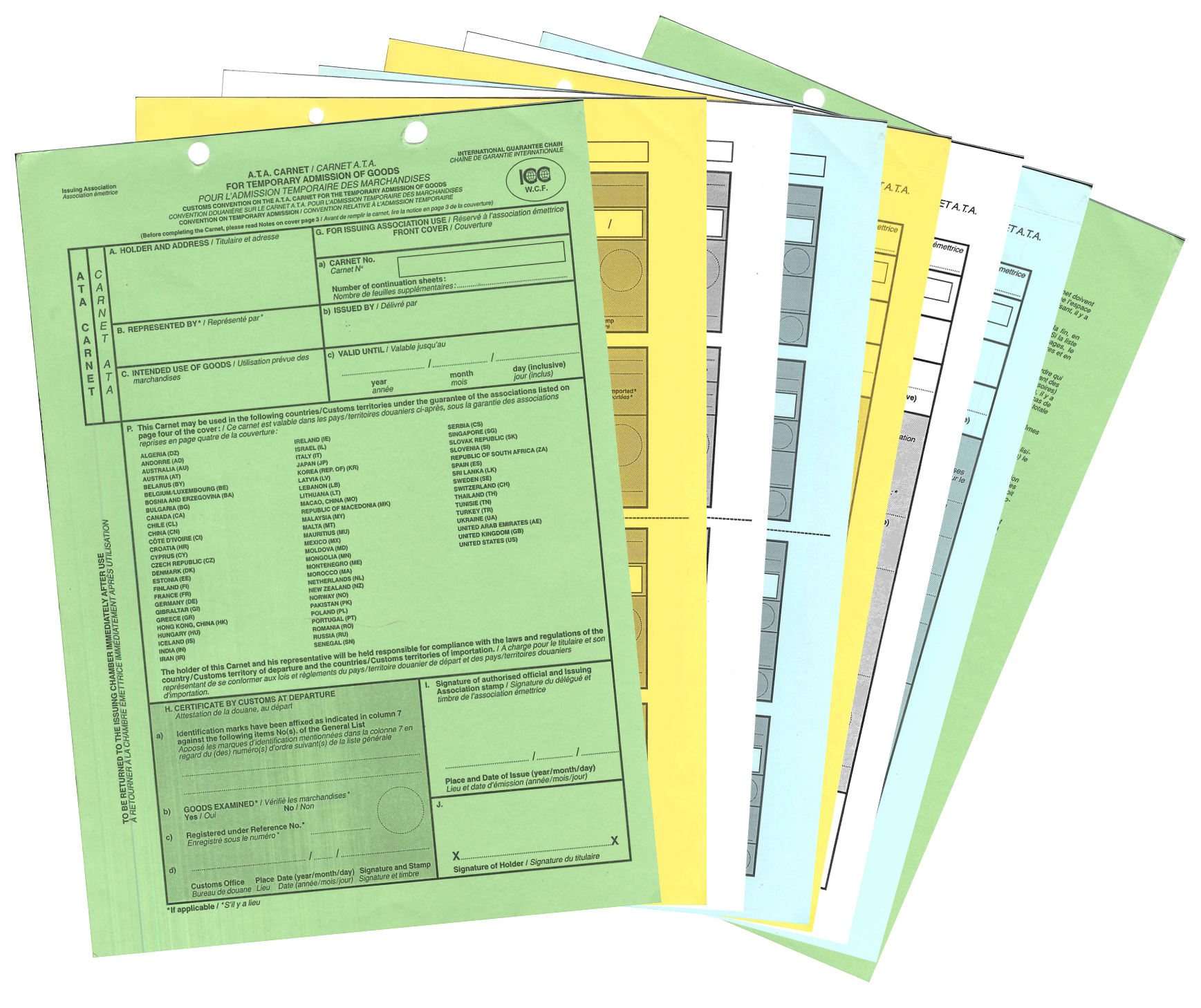
Princicplaes páginas de un Cuaderno ATA.

El cuaderno ATA, ATA carnet en inglés y carnet ATA en francés (combinación del francés y del inglés: Admission Temporaire/Temporary Admission) es un documento internacional que permite la importación temporal (durante un periodo menor de un año) de bienes sin pagar los aranceles e impuestos para ser posteriormente exportados. Sustituye a los documentos nacionales de exportación e importación temporal, en ciertos supuestos y cumpliendo determinados requisitos. Este cuaderno evita la necesidad de comprar bonos de importación temporal.

## Historia
En las últimas décadas de siglo XX, el Consejo de Cooperación Aduanera y los países pertenecientes al GATT (Acuerdo General sobre Aranceles Aduaneros y Comercio) se plantearon simplificar los procedimientos para la importación temporal y dejar libre de impuestos dicha importación temporal de mercancías. Su objetivo principal era facilitar la circulación de mercancías con el fin de estimular las relaciones comerciales y las actividades culturales entre los diversos países.
Por este motivo, el 6 de diciembre de 1961, se firma el «Convenio Aduanero ATA de Admisión Temporal de Mercancías». Ese primer Convenio ATA, contemplaba solamente dos tipos de mercancías: a) equipo profesional y b) mercancías destinadas a su presentación o utilización en exposiciones, ferias, congresos...
Posteriormente, el 26 de junio de 1990 por el Convenio de Estambul. el Consejo de las Comunidades Europeas, el 15 de marzo de 1993, aprueba el Convenio relativo a la importación temporal y se aceptan sus anexos. Los anexos detallan las mercancías y condiciones de la importación temporal, con reservas para tener en cuenta ciertas exigencias propias de la unión aduanera.
España ratificó el Convenio de Estambul el 18 de junio de 1997. En España los cuadernos ATA son emitidos por las cámaras de comercio.
Según la Cámara de Comercio Internacional (ICC), en 2017 se emitieron más de 185 000 cuadernos ATA, que equivalen a una importación de bienes por valor de 26 000 millones de dólares.
La Cámara de Comercio Internacional trabaja para la digitalización del Cuaderno ATA. Las ventajas de esta modernización incluyen la simplificación de los trámites en aduanas y fronteras, mayor seguridad en la transmisión de datos, menos errores y reclamaciones y menos «papeles».

## Anexos aceptados por la Comunidad Europea[2]
| Anexo A  | relativo a los títulos de importación temporal (cuadernos ATA, cuadernos CPD).                                                  |
| Anexo B1 | relativo a las mercancías destinadas a ser presentadas o utilizadas en una exposición, feria, congreso o manifestación similar. |
| Anexo B2 | relativo al material profesional.                                                                                               |
| Anexo B3 | relativo a los contenedores, paletas, embalajes, muestras y otras mercancías importadas en el marco de una operación comercial. |
| Anexo B4 | relativo a las mercancías importadas en el marco de una operación de producción.                                                |
| Anexo B5 | relativo a las mercancías importadas con un fin educativo, científico o cultural.                                               |
| Anexo B6 | relativo a los efectos personales de los viajeros y a las mercancías importadas con un fin deportivo.                           |
| Anexo B7 | relativo al material de propaganda turística.                                                                                   |
| Anexo B8 | relativo a las mercancías importadas en tráfico fronterizo.                                                                     |
| Anexo B9 | relativo a las mercancías importadas con fines humanitarios.                                                                    |
| Anexo C  | relativo a los medios de transporte.                                                                                            |
| Anexo D  | relativo a los animales. |
| Anexo E  | relativo a las mercancías importadas con suspensión parcial de los derechos e impuestos de importación.                         |

## Países miembros

Países donde es válido el sistema de Cuadernos ATA

A enero de 2018, el sistema de Cuadernos ATA es válido en los siguientes 77 países: Albania, Alemania, Argelia, Andorra, Australia, Austria, Baréin, Bélgica, Bielorrusia, Bosnia y Herzegovina, Brasil, Bulgaria, Canadá, Chile, China, Chipre, Corea del Sur, Costa de Marfil, Croacia, Dinamarca, Emiratos Árabes Unidos, Eslovaquia, Eslovenia, España, Estados Unidos, Estonia, Finlandia, Francia, Gibraltar (Reino Unido), Grecia, Hong Kong, Hungría, India, Indonesia, Irán, Irlanda, Isla Mauricio, Islandia, Israel, Italia, Japón, Kazajistán, Letonia, Líbano, Lituania, Luxemburgo, Macao, Macedonia, Madagascar, Malasia, Malta, Marruecos, México, Moldavia, Mongolia, Montenegro, Noruega, Nueva Zelanda, Países Bajos, Pakistán, Polonia, Portugal, Reino Unido, República Checa, Rumanía, Rusia, Senegal, Serbia, Singapur, Sri Lanka, Sudáfrica, Suecia, Suiza, Tailandia, Túnez, Turquía y Ucrania.
Cada país tiene sus propias características. No solamente varía la organización garante; suelen variar: la garantía exigida (25%, 50%, 75% o 100% del valor de la mercancía) y los tipos de artículos que pueden acogerse a la importación temporal. Por eso, es recomendable consultar la ficha de cada país.
Dentro de la Unión Europea, desde un país miembro a otro país miembro no es necesario un cuaderno ATA, ya que el territorio aduanero de la UE constituye un solo territorio. No así para las operaciones de transporte de una mercancía entre dos puntos del territorio aduanero de la UE que se efectúen parcialmente a través del territorio de un tercer país.
Los Estados Unidos considera 87 países y territorios donde puede exportar temporalmente con un Cuaderno ATA; en realidad, las aduanas estadounidenses consideran el Cuaderno ATA como un «Certificate of Registration» y lo utilizan de forma más amplia que los países firmantes del Convenio ATA. Además, debido a un acuerdo bilateral EE. UU.-Taiwán incluye a este país, que requiere un cuaderno diferente (en inglés, TECRO/AIT Carnet; TECRO es el acrónimo de «Taipei Economic and Cultural Representative Office» en los Estados Unidos y AIT el de «American Institute in Taiwan». Ambos representan las partes contratantes de este acuerdo bilateral entre EE. UU. y Taiwán).